# Малюшицький Юрій Миколайович
Малюшицький Юрій Миколайович (11.01.1903, Київ, Російська імперія — 30.03.1987, Київ, УРСР) — український вчений у галузі гірничої геомеханіки та інженерії, доктор технічних наук (1967). Мав нагороди СРСР.

## Біографія
Народився в Києві, у сім'ї агронома Миколи Малюшицького. 1926 року закінчив Київський політехнічний інститут. Після випуску в 1926—1928 роках працював інженером на будівництві Памірського шосе в Киргизії. Надалі перейшов працювати до Москви, обіймаючи посади в Наркоматі шляхів сполучення СРСР, а також в науково-дослідному Інституті шляхів, де був начальником сектора. У 1936—1946 роках працював на будівництві залізниць у різних частинах СРСР.
З 1946 року знову повернувся до Києва. У 1946—1958 роках працював у Інституті геологічних наук і гірничої справи АН УРСР старшим науковим співробітником відділу проблем підземної розробки пластових родовищ (тоді мав назву Інститут гірничої справи ім. М. М. Федорова). З 1959 року працював у інституті «УкрНДІпроект» Міністерства вугільної промисловості СРСР. У 1976 році перейшов до сектору геодинаміки вибуху Інституту геофізики АН УРСР на посаду старшого наукового співробітника-консультанта. 1984 року пішов на пенсію.
У 1975 році мешкав у Києві на вулиці Естонській у будинку № 5, квартира 83.

## Науковий внесок
Юрій Малюшицький очолював дослідження, що за допомогою відцентрових моделей динаміки гірських порід визначали параметри відвалоутворення на гідровідвалі «Сагарлицький» Бачатського розрізу Кузнецького вугільного басейну. Метод Малюшицького та його формула використовуються для оцінки стійкості відвалів.
Також досліджував фізико-механічні властивості гірських порід, питання стійкості вугільних кар'єрів.
У 1975 і 1981 році дві його монографії з відцентрового моделювання параметрів відвалів були перекладені англійською мовою.

## Наукові праці
- Малюшицкий Ю. Н. Физико-механические свойства горных пород и их значение в вопросах устойчивости бортов угольных карьеров // Москва; Ленинград: Углетехиздат. 1951. С. 60.
- Малюшицкий Ю. Н. К вопросу об устойчивости бортов карьеров — Москва ; Ленинград: Углетехиздат, 1952. — 120 с.
- Малюшицкий Ю. Н. Условия устойчивости бортов карьеров — К. : Вид. АН УРСР, 1957. –246 с.
- Малюшицкий Ю. Н. Условия устойчивости бортов карьеров // Изв. АН УССР. 1957. С. 269.
- Малюшицкий Ю. Н. Устойчивость насыпей отвалов. — К.: Будивельник, 1975. — 176 с.
- MALUSHITSKY, YU. N ; SCHOFIELD, A. N ; CRANE, David R. The centrifugal model testing of waste-heap embankments. 1981, VII-206 p
- Центробежное моделирование насыпей-отвалов. К., 1985.